# 최선영 (1940년)
최선영(崔善榮, 1940년 4월 13일 ~ 2010년 12월 28일)은 대한민국의 정치인이다. 제15·16대 국회의원을 지냈다.
1940년에 경기도 부천군에서 태어나 오정국민학교, 부천중학교, 서울공업고등학교를 거쳐 한양대학교 섬유공학과를 졸업했으며, 대학 졸업 후에는 고향인 부천 오정에서 논농사를 하면서, 농협에 관여했으며, 오정농협 이사를 지내다 85년부터 4대에 걸쳐 오정농협조합장에 선출됐다. 농협조합장 당시에 농업과 관련된 실물경제를 익히면서, 오정농협을 전국 1300여개 단위농협중 경영실적이 우수한 상위권 농협으로 자리잡게 했으며, 농협과 거래하는 고객을 위해 주부대학을 열고 대출서비스를 간편화하면서 인기를 끌기도 했다.
1996년 총선에서 새정치국민회의 소속으로 자신의 지역구인 부천시 오정구에서 당선됐으며, 2000년에 치러진 총선에서도 새천년민주당 소속으로 재선되었다. 국회의원 재임기간 중 새정치국민회의 원내부총무,새천년민주당 윤리위원장을 맡았었다. 하지만 노무현 대통령 탄핵 당시에, 탄핵 찬성 표를 던진 의원 중 한 사람이며, 경선불복종 및 반복적 철새정치 행태로 총선시민연대의 공천반대자 명단에 올랐고 2004년 총선에서 낙천되었다.
2010년 12월 28일에 나이로 별세하였다.

## 역대 선거 결과
|  | 5.06% |

|  | 30.69% |

|  | 46.21% |